# Megalofrea humeralis
Megalofrea humeralis är en skalbaggsart som först beskrevs av Vollenhoven 1869.  Megalofrea humeralis ingår i släktet Megalofrea och familjen långhorningar.
Artens utbredningsområde är Madagaskar. Inga underarter finns listade i Catalogue of Life.